# Johann Friedrich Christoph Bauer
Johann Friedrich Christoph Bauer (* 2. Mai 1803 in Uffenheim; † 24. Januar 1873 in Neustadt an der Aisch) war ein deutscher Politiker und evangelischer Theologe.
Bauer, Sohn eines Lehrers, studierte von 1821 bis 1825 Theologie an der Universität Erlangen. Ab 1825 war er als Vikar und seit 1827 als Stadtpfarrer tätig. Parallel veröffentlichte er religiöse Schriften über soziale Probleme. 1834 war er Erster Pfarrer in Marktbreit und 1839 wurde er Dekan in Bamberg.
1845 wurde er als Deputierter der evangelischen Geistlichkeit, gewählt im Regierungsbezirk Oberfranken, Mitglied der bayerischen Ständeversammlung, der er bis 1848 angehörte. Vom 31. Mai 1848 bis zum 25. Mai 1849 war er Abgeordneter für Windsheim in der Frankfurter Nationalversammlung. Er gehörte in der Paulskirche mehreren Ausschüssen an, unter anderem dem Geschäftsordnungsausschuss und der Kaiserdeputation. Vom 13. April bis zum 10. Mai 1849 fungierte er als Erster Vizepräsident der deutschen Nationalversammlung in Frankfurt am Main. Zudem war er nach seinem Wirken in Bamberg, wo er noch 1849 wohnte, von 1855 bis zu seinem Tod Dekan in Neustadt an der Aisch. Als solcher rief er im Juni und Juli 1866 als Erster in der Stadt zur Bildung eines Hilfsvereins für Verwundete des bis 1871 andauernden Preußisch-Österreichischen Krieges auf.